# Las Vegas (New Mexico)
Las Vegas is een plaats (city) in de Amerikaanse staat New Mexico, en valt bestuurlijk gezien onder San Miguel County.

## Demografie
Bij de volkstelling in 2000 werd het aantal inwoners vastgesteld op 14.565.
In 2006 is het aantal inwoners door het United States Census Bureau geschat op 13.889, een daling van 676 (-4,6%).

## Geografie
Volgens het United States Census Bureau beslaat de plaats een oppervlakte van
19,5 km², geheel bestaande uit land. Las Vegas ligt op ongeveer 1939 m boven zeeniveau.

## Plaatsen in de nabije omgeving
De onderstaande figuur toont nabijgelegen plaatsen in een straal van 64 km rond Las Vegas.